# Charsonville
Charsonville ist eine französische Gemeinde mit 611 Einwohnern (Stand 1. Januar 2022) im Département Loiret in der Region Centre-Val de Loire; sie gehört zum Arrondissement  Orléans und zum Kanton Meung-sur-Loire.

## Bevölkerungsentwicklung
| Jahr      | 1962 | 1968 | 1975 | 1982 | 1990 | 1999 | 2008 | 2018 |
| Einwohner | 680  | 616  | 570  | 531  | 554  | 582  | 615  | 615  |

## Sehenswürdigkeiten
- teilweise romanische Kirche (Église Saint-Martin et Saint-Loup, 12. Jahrhundert)

## Meteorit
1821 fiel bei Charsonville ein rund 27 Kilogramm schwerer Steinmeteorit und wurde als H6-Chondrit klassifiziert. Von dem Meteoriten wurden mindestens vier einzelne Fragmente gefunden.

## Persönlichkeiten
- Familie Tassin de Charsonville